# 永井裕一
永井 裕一（ながい ゆういち、1965年-）は、日本の作曲家。
東京都生まれ、千葉県育ち。指揮法を斉藤成子に、作曲を飯島俊成、西村朗、新実徳英、松平頼暁に師事。
現在はミューズマンドリンアンサンブルで指揮者をつとめる傍ら、作曲活動にも取り組んでいる。日本を中心に各所(?)で演奏されている。

## 主な作品
- 「童話音楽 『 インシラリアとツムリ 』 より インシラリアの踊り」(1997年)
- 「アクア ～ 2つの小品『 風の塔の輪舞曲 』」(2002年)
- 「アクア ～2つの小品 『 うみほたるの夜想曲 』」(2003年)
- 「小協奏 『 走水海 』 ～ コントラバスとマンドリンアンサンブルのための」(2003年)
- 「月の虹 - Moonbow - 」(2005年)

## 主な編曲作品
- 「Nausicaa Memoirs～風の谷によせて」(2002年)